# Подставкин, Павел Васильевич
Павел Васильевич Подставкин  (10 [22] января 1869 — 10 марта 1927) — российский военачальник, генерал-лейтенант (1920), герой Русско-японской и Первой мировой войн.

## Биография
Сын чиновника, уроженец Тифлисской губернии, православного вероисповедания.
В 1887 году окончил Темир-Хан-Шуринское реальное училище. В 1889 году Московское пехотное юнкерское училище по 1-му разряду. В службу вступил вольноопределяющимся рядовым, 8 августа 1887 года зачислен в 152-й пехотный Владикавказский полк. В 1889 году выпущен был подпоручиком в 6-ю артиллерийскую бригаду.
В 1892 году произведён в поручики, в 1897 году был произведён в штабс-капитаны, в 1901 году был произведён в капитаны.
Служил на Кавказе и Дальнем Востоке. Участник подавления Боксёрского восстания в Китае.
Участник Русско-японской войны, командовал 4-й батареей в 6-й Восточно-Сибирской стрелковой артиллерийской бригаде. В 1905 году произведён в подполковники за отличия. 26 февраля 1906 года за храбрость был награждён Золотой саблей «За храбрость»:
За боевые отличия, оказанные в войну с Японией
.
С 1910 года командир батареи в 6-й Восточно-Сибирской стрелковой артиллерийской бригаде. В 1911 году произведён в полковники и назначен командиром дивизиона 2-й Сибирской стрелковой артиллерийской бригады.

## Первая мировая война
Участник Первой мировой войны с 1914 года. С 11 января 1916 года командующий 2-й Сибирской стрелковой артиллерийской бригады в составе 2-й Сибирской стрелковой дивизии 1-го Сибирского армейского корпуса. В 1917 году произведён в генерал-майоры за отличия с утверждением в должности командира той же бригады. 18 октября 1917 года за храбрость был награждён орденом Святого Георгия 4-й степени:
за то, что в период артиллерийской подготовки и во время боёв с 6 по 12 июля 1917 г. на участке Сморгонь-Крево, находясь в сфере действительного ружейного и артиллерийского огня немцев, настолько искусно руководил стрельбой тяжёлой артиллерии, что огнём её была окончательно подавлена артиллерия противника, а окопы и убежища его были сметены, и тем способствовал успеху нашей атаки
.

## Последние годы
В годы Гражданской войны был зачислен в резерв чинов при штабе Приамурского военного округа.
Эмигрировал в Китай в 1921 году. Был одним из директоров фирмы «И. Я. Чурин и К» в Харбине.
Умер 10 марта 1927 года в Харбине и 12 марта был похоронен на Новом (Успенском) кладбище.

## Награды
- Орден Святого Станислава 3-й степени (1895 год);
- Орден Святой Анны 3-й степени (1900 год);
- Орден Святого Станислава 2-й степени с мечами (1901 год);
- Орден Святого Владимира 4-й степени с мечами и бантом (1904 год).
- Орден Святой Анны 2-й степени с мечами (1905 год);
- Золотое оружие «За храбрость» (ВП 26.02.1906 года);
- Орден Святого Владимира 3-й степени (1912 год);
- Орден Святого Георгия 4-й степени (ВП 18.10.1917 года).

## Семья
Женат первым законным браком на дочери Благовещенского купца девице Агнии Николаевне Бабинцевой, православного вероисповедания.